# Chushadestan
Chushadestan (em persa: چوشادستان, romanizada como Chūshādestān; também conhecida como Choosha Hanestan, Chūshāhestān e Chushastan) é uma aldeia do distrito rural de Kurka, situada no distrito central de Astaneh-ye Ashrafiyeh, na província de Gilan, no Irã. No censo de 2006, sua população era de 19, em 6 famílias.